# Mai 1963

## Évènements
- Institutionnalisation du MESAN comme parti unique en République centrafricaine[1].

- 1er mai : les Hollandais abandonnent la Nouvelle-Guinée occidentale aux Indonésiens. La capitale Hollandia est rebaptisée Kotabaru (Jayapura).
- 15 mai : Gordon Cooper devient le 6e Américain dans l'espace lors de la mission Mercury-Atlas 9.

- 17 mai : les combats reprennent au Laos entre les communistes du Pathet Lao et les groupes neutralistes.

- 20 mai : Soekarno est élu président à vie en Indonésie.

- 21 - 26 mai : sommet d’Addis-Abeba, réuni sous l’égide de l’empereur Hailé Sélassié Ier. Création de l’OUA.

- 24 mai :  « Unis nous résistons » (We Must Unite Now or Perish). Discours d'ouverture de Kwame Nkrumahlors du premier sommet de l'Organisation pour l'Unité africaine à Addis-Abeba, en Éthiopie[2].

- 25 mai : 
  - Trente-et-un pays indépendants signent la charte constitutive de l’Organisation de l'unité africaine. Elle proclame le principe de l’intangibilité des frontières issues de la décolonisation, l’égalité souveraine de tous les États membres, le règlement pacifique des différents et affirme une politique de non-alignement.
  - À Cordoue (Espagne), alternative de Manuel Benítez Pérez dit « El Cordobés », matador espagnol.

- 26 mai (Formule 1) : Grand Prix automobile de Monaco.

- 27 mai : fondation de la Northern Alberta Institute of Technology.

## Naissances
- 1er mai : Stefan Schwartz, acteur, réalisateur et scénariste américain.
- 5 mai : James LaBrie, chanteur.
- 6 mai : 
  - Alessandra Ferri, danseuse étoile italienne.
  - Florence Parly, dirigeante d'entreprise et femme politique française et Ministre de la Défense depuis 2017.
- 8 mai : 
  - Michel Gondry, réalisateur français.
  - Laurence Boccolini, animatrice de radio et télévision Française.
- 10 mai : Lisa Nowak, spationaute américaine.
- 12 mai : Gavin Hood, acteur, réalisateur, scénariste sud-africain.
- 19 mai : Sophie Davant, journaliste française.
- 21 mai : Kevin Shields, musicien américain.
- 22 mai : Marie-Christine Marghem, femme politique belge.
- 23 mai : Krishna Mathoera, femme politique du Suriname, députée, ministre.
- 25 mai : Mike Myers, acteur et humoriste.
- 27 mai : Gonzalo Rubalcaba, pianiste de jazz cubain.
- 30 mai : 
  - Helen Sharman, spationaute britannique.
  - Élise Lucet, journaliste et présentatrice de télévision française.

## Décès
- 6 mai : Theodore von Kármán, physicien hongrois (° 11 mai 1881).
- 12 mai : Bobby Kerr, athlète olympique.
- 13 mai : Maurice Lacoin, ingénieur, industriel et homme d'affaires français (° 25 octobre 1877).
- 26 mai : Marie-Thérèse de Lataulade, historienne française.